# 忽都鲁火者
忽都鲁火者（?年—1314年）察合台汗都哇之子，他在1299年成为阿富汗与拉合尔地区首长。
他曾发兵德里苏丹国与伊儿汗国。根据拉施德丁说法，他曾经圍攻德里但被苏丹阿拉烏丁打敗。不久撤退。
他死于1314年，他儿子达烏德火者继承他的地位。